# Juan García de Basurto
Juan García de Basurto   (bisbat de Calahorra i La Calzada, 1477 - 1547) fou un compositor espanyol del Renaixement. Una de les seves aportacions més famoses és la seva Missa in agendis mortuorum, la qual conté fragments de Sicut cervus d'Ockeghem i de Missa pro defunctis d'Antoine Brumel.
Les primeres dades que donen les fonts daten de l'abril de 1517; en aquestes dates, més concretament durant la Setmana Santa, Basurto era cantor de Santa Maria de la Vega de Tarassona, el Capítol de la qual manifestà les superiors habilitats per al cant de Basurto; tant fou així, que se'l dotà amb 1.200 sous, xifra que pujà fins als 1.600 sous (equivalents a 100 florins d'or) el maig de 1518.
Després d'això, l'1 de març de 1521 abandonà el seu lloc de cantor de la catedral de Tarassona per incorporar-se com a metre de capella de la Basílica del Pilar, a Saragossa; mesos més tard (28 de setembre de 1521) seria nomenat cantor i mestre de cor de la catedral de Palència, lloc en el qual hi va romandre durant tres anys, fins a l'agost de 1524. Més tard, el 1531, els indicis apunten a que cantà en la capella d'Isabel de Portugal i d'Aragó, reina i emperadriu, consort, d'Espanya i el Sacre Imperi Romanogermànic respectivament, al igual que altres destacats músics com Pedro de Pastrana (1480-1559) i Bartolomé Escobedo (1510-1563) al servei de Carles V.
Vuit anys després, mitjançant el Juan Pardo de Tavera (Toro, 16 de maig de 1472- Valladolid, 1 d'agost de 1545), el 15 d'octubre fou nomenat mestre de capella del cardenal, amb un salari anual de 50.000 (cinquanta mil maravedíes; aquest nou lloc serà mantingut fins al 26 de setembre de 1543, data en què passa a formar part de la nova capella de Felip II (el mateix que el seu company Pedro de Pastrana. Serà durant aquest servei a Felip II quan mòria el 1547.